# Jeanne Lanvin

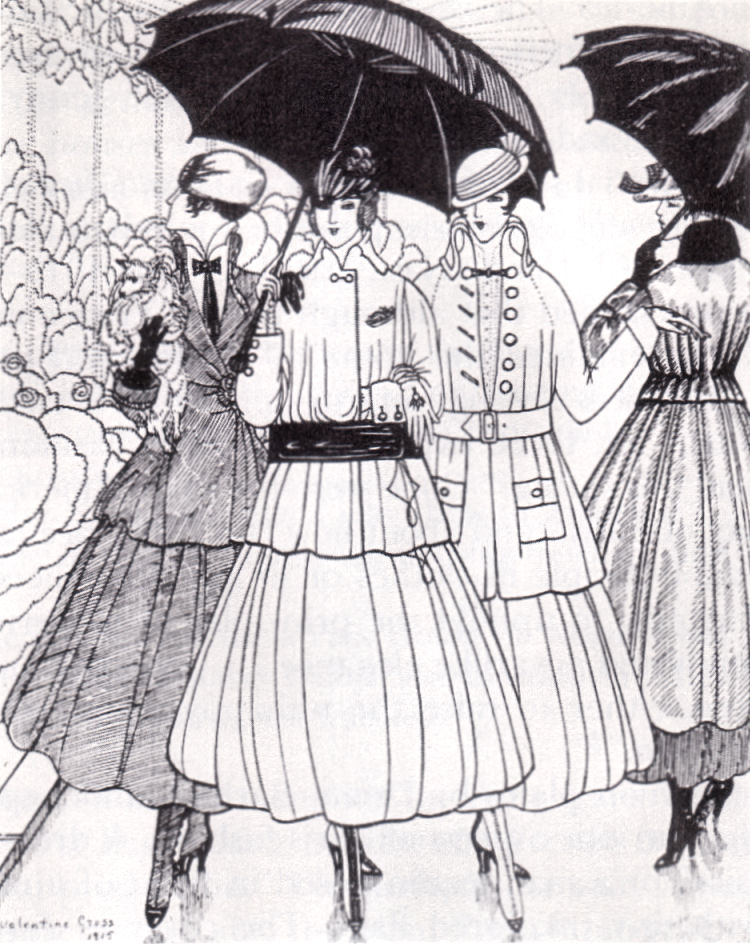
Ontwerp van Jeanne Lanvin in Gazette du Bon Ton, 1915

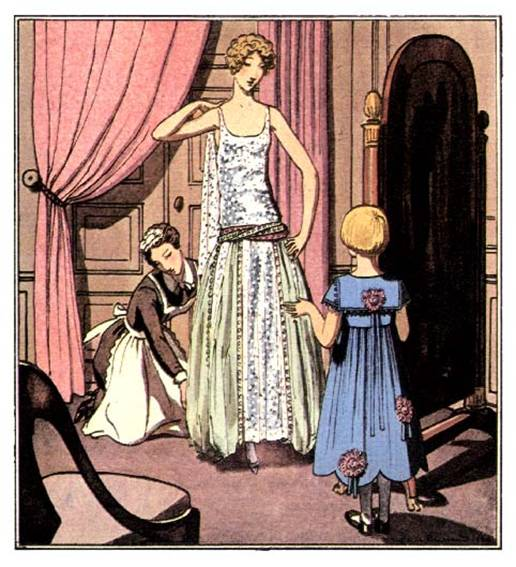
Ontwerp van Jeanne Lanvin in Gazette du Bon Ton, 1922

Jeanne Lanvin (Parijs, 1 januari 1867 – Le Vésinet, 6 juli 1946) was een Frans modeontwerpster. Ze is de oprichtster van Parijs' oudste modehuis dat nog steeds actief is; Lanvin.

## Leven en carrière
Jeanne Lanvin was de oudste van de elf kinderen van Bernard-Constant Lanvin, een journalist, en Sophie-White. Het gezin leefde in grote armoede.
Haar carrière begon op 13-jarige leeftijd, in 1880, toen ze begon te werken in de hoedenwinkel van 'Madame Felix' in de modestraat van Parijs, Rue du Faubourg Saint-Honoré. Daarna werkte ze bij hoedenhuis Cordeau in Barcelona maar ze keerde terug naar Parijs, waar ze in 1885 haar eigen modewinkeltje opende in Rue du Faubourg Saint-Honoré, gevolgd door haar eerste boetiek in Rue Boissy d'Anglais in 1889, waar ze haar eigen collecties verkocht, voornamelijk hoeden.
In 1896 trouwde Lanvin met Emilio di Pietro, maar ze scheidden al in 1903. Samen kregen ze een dochter, Marguérite. Lanvin ontwierp jurkjes voor haar dochtertje, wat al snel resulteerde in een kindercollectie. Haar talent bleek echter zo groot dat ook een volledige vrouwencollectie werd opgestart in 1909. Nog steeds staat Jeanne Lanvin vooral bekend om haar jurken.
Reeds in 1901 werd ze toegevoegd aan het "Modejaarboek" van de Académie française, een gids van ontwerpers. In 1909 werd het huis Lanvin lid van de Chambre Syndicale de la Haute Couture en behoorde daarmee tot een haute-couture-huis. Lanvin haalde haar meeste inspiratie bij haar enige dochter Marguérite, later bekend als Marie-Blanche de Polignac. Ook het logo van een margrietje werd door Lanvin vaak gebruikt. Haar kleren werden gekenmerkt door de typische, Franse elegantie, maar toch slaagde ze er telkens in iemands persoonlijkheid te onderstrepen, en niet te onderdrukken.
In 1924 breidde Lanvin haar merk uit met parfums, Lanvin Parfums, en ze lanceerde in 1925 haar eerste, My Sin en in 1927 de klassieker Arpège. Rond dezelfde periode begon Lanvin haar samenwerking met ontwerper Armand Albert Rateau, die het interieur van haar boetieks verzorgde, een samenwerking die resulteerde in een interieurlijn, Lanvin Décorations. In 1926 volgde ook een mannencollectie.
Jeanne Lanvin overleed op 6 juli 1946.

## Het huis Lanvin
Nadat Jeanne Lanvins dood werd het modehuis door haar dochter Marie-Blanche de Polignac voortgezet. Marie-Blanches nodigde in 1950 Antonio Canovas del Castillo uit om hoofdontwerper te worden, hij bleef tot 1963, gevolgd door Jules-François Crahay van 1963 tot 1984. Deze laatste legde zich vooral toe op de haute-couture-collecties, en allemaal waren ze vooral gericht op de dameslijnen, waardoor de mannencollectie werd afgelast.
Ondertussen, van 1960 tot 1980 werd Bernard Devaux aangenomen als ontwerper van hoeden en sjaals, en de zogenaamde Diffusion Line, een goedkopere tweede lijn van het huis, die bleef bestaan tot 1985. Van 1981 tot 1989 kwam Maryll Lanvin mee aan het roer, opgevolgd door respectievelijk Robert Nelissen (1989) en Claude Montana (1990-1992) voor de couturelijnen samen met Eric Bergère (1990-1991) voor de prêt-à-porter.
In 1972 werd ook de Lanvin mannencollectie opnieuw gepresenteerd, ontworpen door Christian Benais, die in 1976 werd vervangen door Patrick Lavois. Lavois bleef tot 1991. In 1992 vielen alle lijnen in handen van Dominique Morlotti, die zich enkel bezighield met prêt-à-porter, waardoor het huis zijn titel als haute-couturehuis verloor. Hij werd voor de dameslijnen bijgestaan door ontwerpers Ocimar Versolato (1996-1997) en Cristina Ortiz (1998-2001).
Alber Elbaz (Casablanca, 12 juni 1961 – Parijs, 24 april 2021) stond aan het hoofd van Lanvin. Hij presenteerde zijn eerste show voor het merk voor de herfst/wintercollectie, prêt-à-porter voor vrouwen, van 2002. Hij slaagde erin het merk een nieuw leven in de blazen en won verschillende prijzen voor zijn werk. Sinds 2003 staat ontwerper Martin Krutzki aan het hoofd van de prêt-à-porter voor mannen.

## Museale collecties

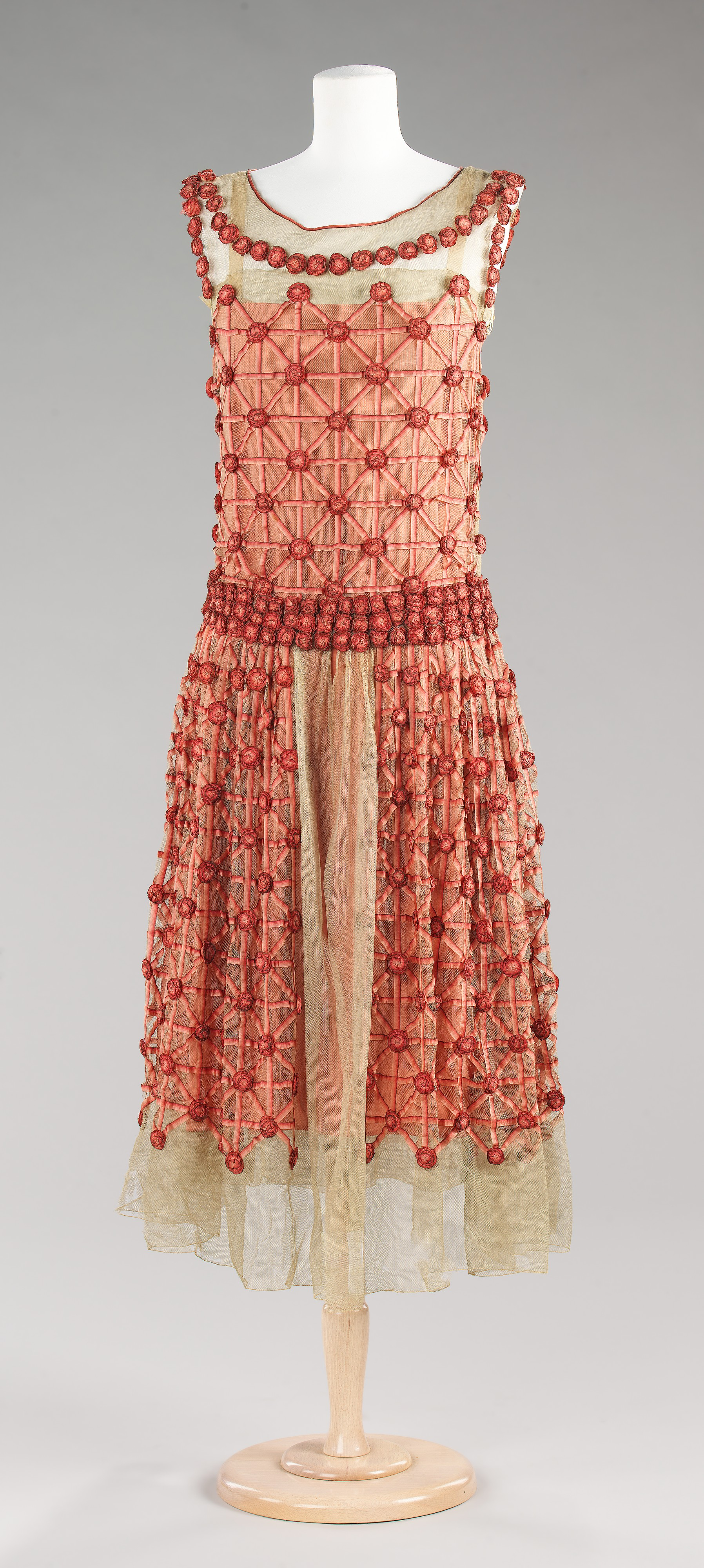
"Roseraie", avondjurk (zijde), lente/zomer 1923
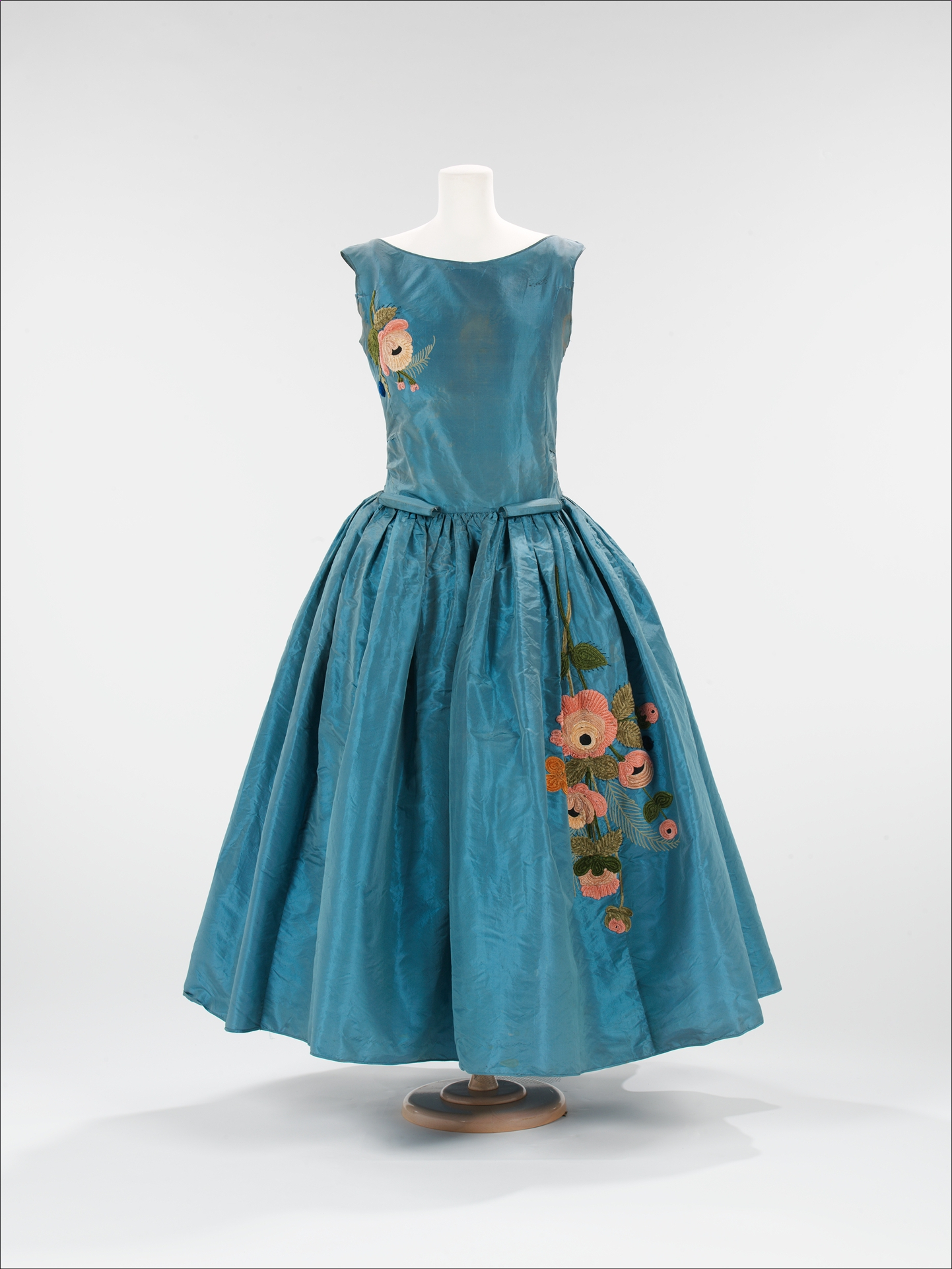
"Jolibois", avondjurk (zijde), herfst/winter 1922-23
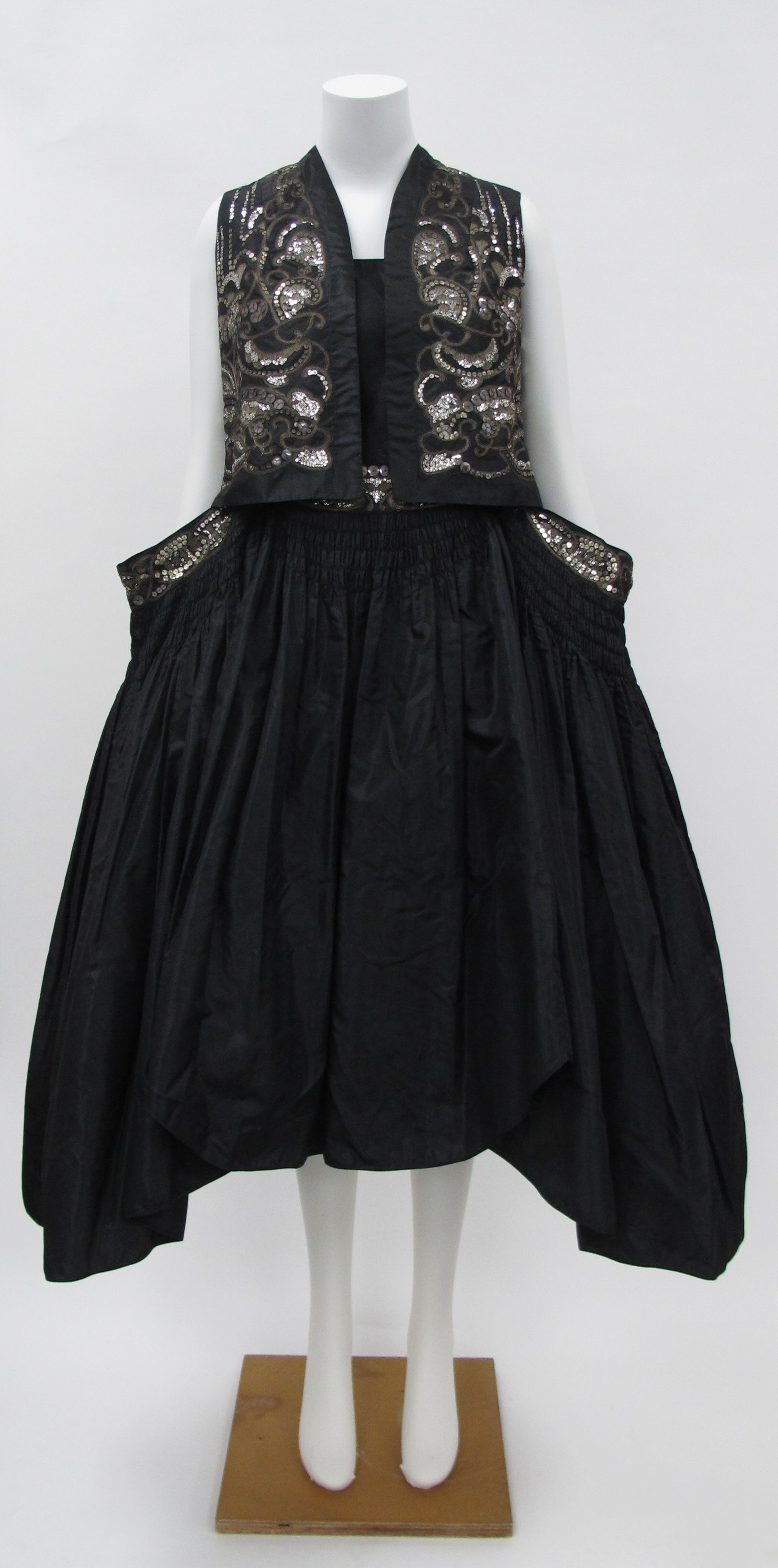
Ko.I.Noor, avondensemble (zijde en metaal), lente-zomer 1927
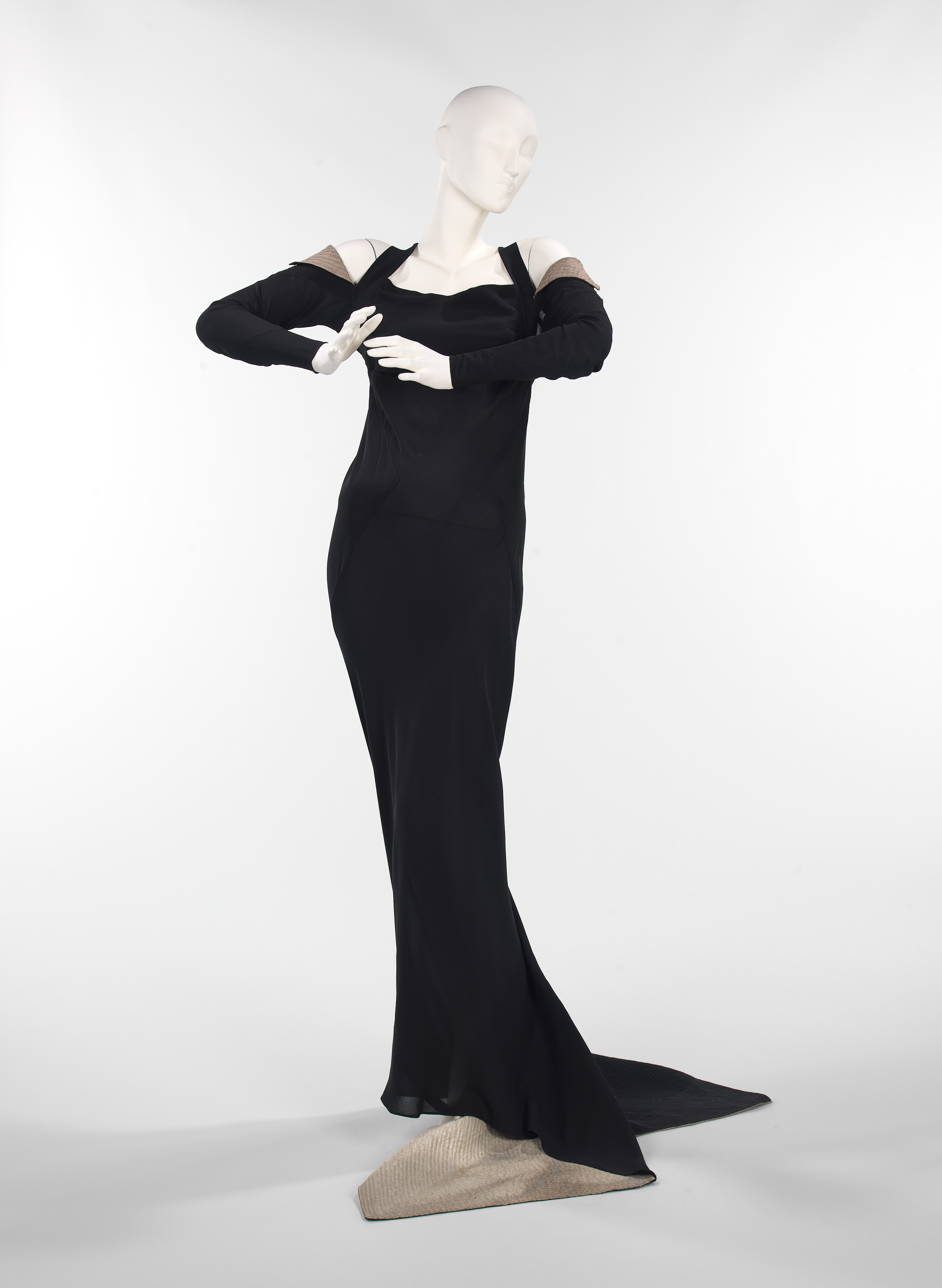
"Phèdre", avondjurk (zijde en metaal), herfst/winter 1933
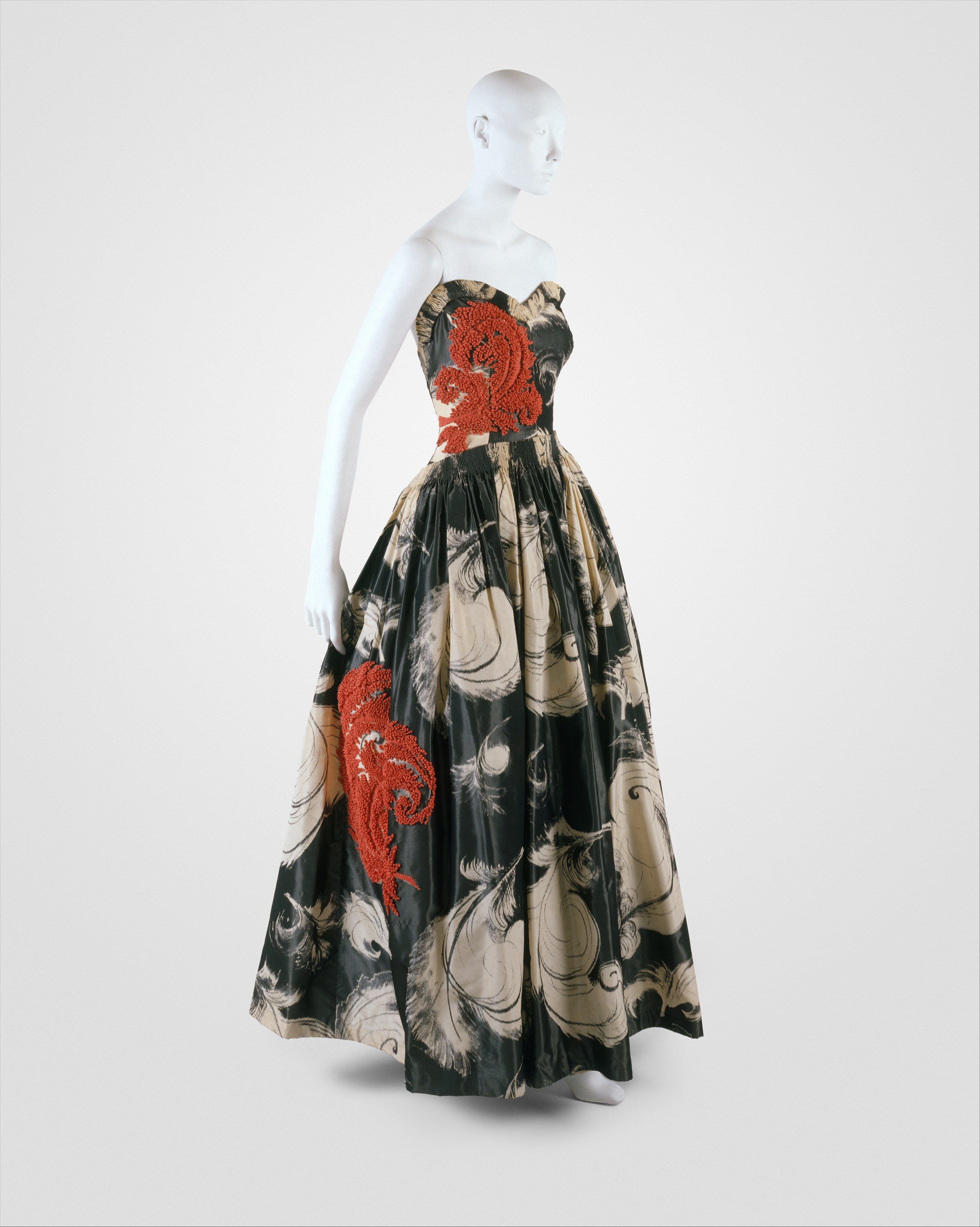
"Fusée", avondjurk (zijde), 1938
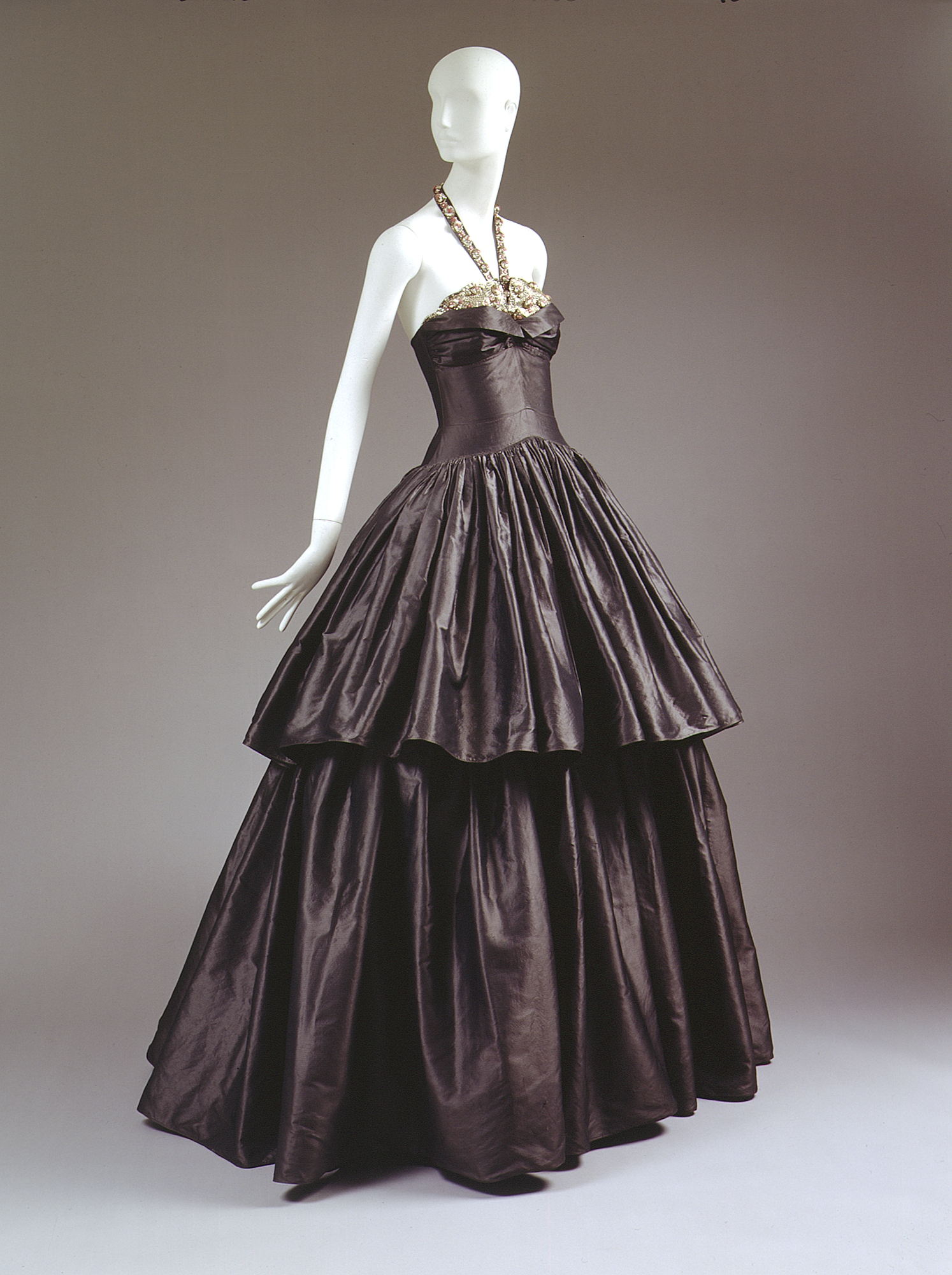
"Cyclone", avondjurk (zijde en lovertjes), 1939
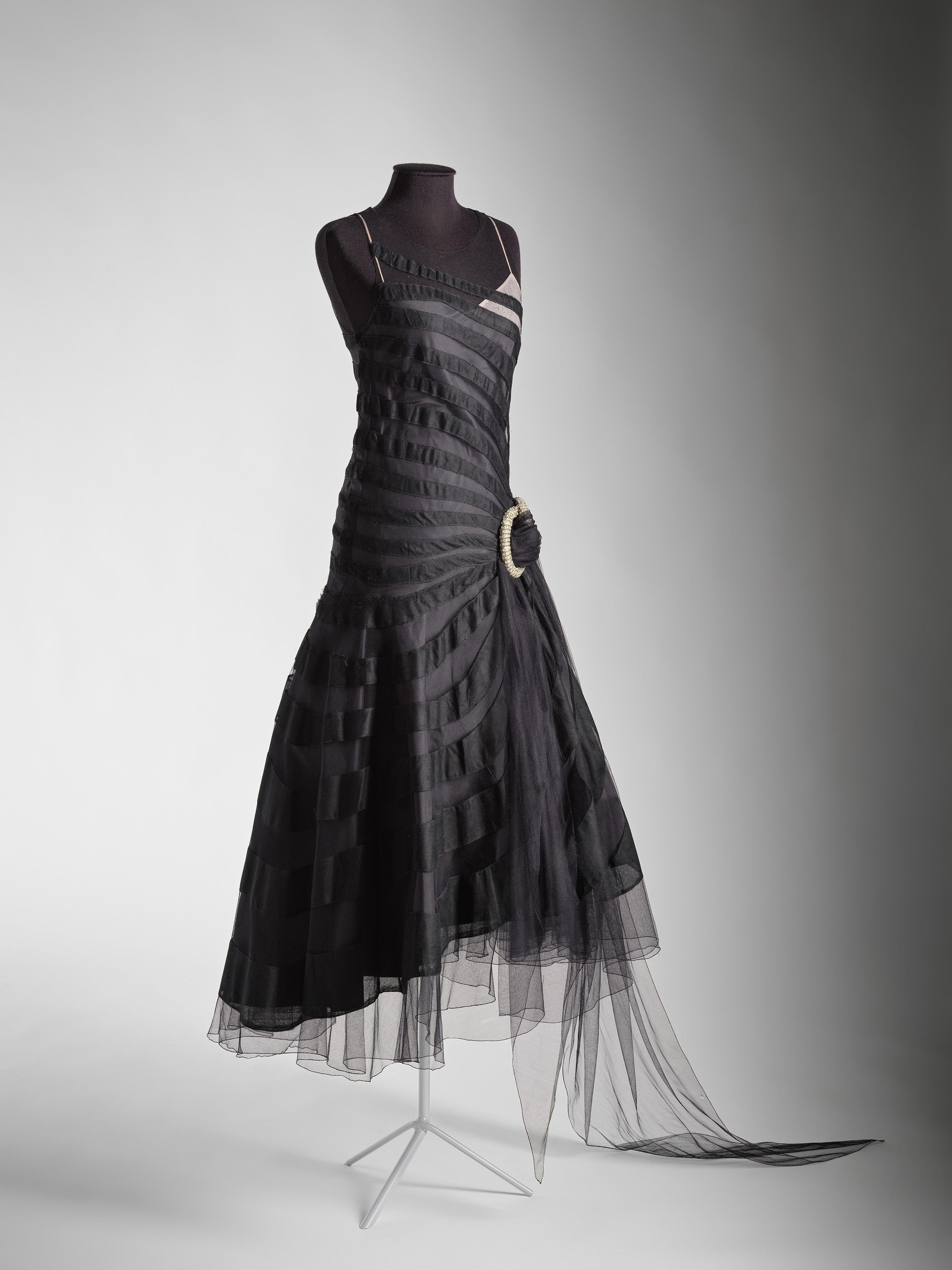
Japon, Lanvin, 1929 Marguerite de la nuit, MMH.2023.0008, Modemuseum Hasselt.